# Vologases I av Armenien
Vologases I av Armenien, död 140, var regerande kung av Armenien mellan 117 och 140 e.Kr. 